# Castrum Marcellini
Il Castrum Marcellini è un castello in località Collevecchio, nei pressi del paese di Marcellina, in provincia di Roma.

## Storia
Venne costruito con ogni probabilità nel IX secolo. Quando il feudatario era assente veniva sostituito momentaneamente da un vice-comes. La zona ecclesiastica del feudo veniva gestita da un abate detto castellanus. Il Castrum forniva riparo alle genti delle case tutt'intorno.
Nel XII secolo risulta feudatario un certo Gregorio De Marcellinis.
In zona Collevecchio rimangono dei resti di Castrum Marcellini detto anche Castelluccio.
Nel  1153 viene citato in un documento insieme all'abbazia.
Nel XIII secolo il Castrum viene venduto ai monaci di San Paolo Fuori Le Mura come documentato dalle bolle dei Papi Innocenzo III, Onorio III e Gregorio IX, vendita contestata dai figli di Gregorio De Marcellinis, il quale credendo che nel 1000 ci fosse stata la fine del mondo, cedette per tale data il Castrum alla chiesa.
La diatriba sta nel fatto che susseguentemente tale anno la fine del mondo non s'è verificata.
Fu così che il Castrum, nel 1220, fu incendiato dai monaci di San Paolo, in modo che gli abitanti di Castelluccio furono costretti a rifugiarsi in parte nella vicina San Polo dei Cavalieri ed in parte nell'abbazia di Santa Maria delle Grazie.
Così i De Marcellinis investirono Romano De Marcellinis come feudatario di Lunghezza, fratello di Arcione, rinunciando al Castrum Marcellini fatto ricostruire dai monaci.
I De Marcellinis furono costretti a lasciar perdere il castrum per via delle lotte contro Tivoli, che allora era ghibellina ed alleata di Federico II
I De Marcellinis nel 1392 vendettero il feudo ad Orso Orsini, la cui famiglia fu ricompensata di vari canstelli in seguito compreso quello di San Polo dei Cavalieri.
Nel 1558 gli Orsini vendettero il feudo per problemi economici.
La peste del 1656 fece declinare la fortuna di Marcellina fino a che i Cesi nel 1678 vendettero il paese a Giovan Battista Borghese.